# Luis Anaya
Luis Alonso Anaya Merino (ur. 19 maja 1981 w San José Guayabal) – salwadorski piłkarz występujący na pozycji obrońcy.

## Kariera klubowa
Anaya jako junior reprezentował barwy drużyn ADFA Cuscatlán i San José, jednak profesjonalną karierę piłkarską rozpoczynał w drugoligowej drużynie CD Platense Municipal Zacatecoluca, do której dołączył jako siedemnastolatek. W Platense występował przez sześć sezonów, jednak żaden z nich nie został zwieńczony awansem do najwyższej klasy rozgrywkowej. Latem 2005 przeszedł do jednego z najbardziej utytułowanych klubów w kraju – CD FAS, w barwach którego zadebiutował w salwadorskiej Primera División 7 maja 2005 w spotkaniu z Águilą. W tym samym sezonie – Clausura 2005 – wywalczył z FAS mistrzostwo Salwadoru.
Drugi w swojej karierze tytuł mistrza kraju Anaya zdobył już jako zawodnik CD Águila, w rozgrywkach Clausura 2006. Ogółem w klubie z siedzibą w mieście San Miguel spędził dwa lata, po czym odszedł do CD Chalatenango. Tam z kolei występował przez rok, a latem 2008 podpisał umowę ze stołecznym Alianza FC. Barwy tej ekipy reprezentował podczas dwóch kolejnych sezonów. Sezon 2010/2011 rozegrał jako piłkarz CD UES, jednak bez większych sukcesów. Latem 2011 powrócił do Águili, z którą w rozgrywkach Clausura 2012 osiągnął kolejne mistrzostwo kraju.

## Kariera reprezentacyjna
W seniorskiej reprezentacji Salwadoru Anaya zadebiutował 7 października 2006 w przegranym 0:1 meczu towarzyskim z Panamą. Premierowego gola w kadrze narodowej strzelił za to 22 sierpnia 2007 w wygranym 2:0 sparingu z Hondurasem. W tym samym roku został powołany na Złoty Puchar CONCACAF, gdzie jego drużyna nie zdołała wyjść z grupy. Był podstawowym piłkarzem Salwadoru podczas eliminacji do Mistrzostw Świata 2010, podczas których wpisał się na listę strzelców w wygranej 3:1 konfrontacji z Panamą, jednak nie zakwalifikował się na mundial.
W 2011 Anaya ponownie znalazł się w składzie na Złoty Puchar CONCACAF, na którym tym razem dotarł do ćwierćfinału. Wziął także udział w eliminacji do Mistrzostw Świata 2014, gdzie zdobył dwie bramki w wygranym 4:1 pojedynku z Kajmanami.

## Afera korupcyjna
Luis Anaya został dożywotnio zawieszony przez Federację Salwadoru (FESFUT) wraz z 13 innymi reprezentantami tego kraju za udział w ustawianiu meczów. Zawodnicy mieli dopuścić się czynów korupcyjnych co najmniej przy czterech meczach międzynarodowych. Zakaz dotyczy pracy w środowisku piłkarskim w jakiejkolwiek roli.